# بيبرمنت أو إس
بيبرمنت أو إس بالانجليزية ( Peppermint OS )و معناها بالعربي النعناع الفلفلي هو توزيعة لينكس يعتمد على دبيان وكان يعتمد سابقًا على أوبونتو ( Ubuntu)واجهة سطح المكتب Xfce، وهي واجهة خفيفة ومرنة. ويتميز بخفة وسهولة الاستخدام، مما يجعله خيارًا مثاليًا للمبتدئين ومستخدمي الأجهزة القديمة.
تأتي توزيعة بيبِرمينت مع عدد قليل من التطبيقات وواجهة سطح مكتب تقليدية.
ايضا يتميز النظام اداة أداة "آيس"( Ice ) وهي اداة تمكن من إنشاء نافذة مخصصة لزيارة موقع ويب معين، بحيث يصبح الموقع يعمل كما لو كان تطبيقًا مستقلًا داخل النظام. هذا يعني أن التطبيق السحابي (مثل Google Docs أو Trello) يعمل في نافذة خاصة به ولا يظهر داخل نافذة المتصفح الرئيسية. وبالتالي، يمكنك التفاعل مع الموقع تمامًا كما لو كنت تستخدم تطبيقًا محليًا، مع تفادي بعض التشتت الذي يحدث عند استخدام المتصفح التقليدي.

## المميزات
1. الاداء العالي
  - مبنية على بيئة سطح المكتب Xfce وتوزيعة دبيان/ديڤيان، مما يجعلها مثالية للأجهزة القديمة أو محدودة الموارد (مثل أجهزة الـ RAM المنخفضة أو المعالجات الضعيفة).
2. بيئة سطح مكتب هجينة (Hybrid Desktop):
  - تجمع بين التطبيقات السحابية (مثل تطبيقات الويب) والمحلية في واجهة واحدة متماسكة، باستخدام أداة Ice لإنشاء متصفحات مخصصة (SSBs) تُشغِّل التطبيقات السحابية وكأنها برامج مثبتة محليًا.
3. دعم مستودعات أوبونتو (Ubuntu Repositories):
  - تسمح بتثبيت آلاف التطبيقات من مستودعات أوبونتو، مما يوفر مرونة في استخدام البرامج المكتبية (مثل LibreOffice أو GIMP) إلى جانب التطبيقات السحابية.
4. واجهة بسيطة للمبتدئين:
  - توفر أدوات سهلة لإدارة الحزم مثل mintInstall وSynaptic وGDebi، مما يسهل تثبيت أو إزالة البرامج دون الحاجة إلى استخدام سطر الأوامر.
5. الخصوصية والشفافية:
  - لا تتضمن تتبعًا للمستخدمين (No Tracking) بشكل افتراضي، وتَعتمِد على مكونات مفتوحة المصدر.
6. تحديثات منتظمة:
  - تُصدر التحديثات بوتيرة ثابتة منذ عام 2010، مع دعم للإصدارات المستقرة طويلة الأجل (LTS).
7. مرونة عالية في التخصيص:
  - بيئة Xfce قابلة للتعديل بشكل كبير، مما يناسب المستخدمين الذين يفضلون ضبط الواجهة حسب احتياجاتهم.
8. دعم تطبيقات متنوعة:
  - تشغيل تطبيقات مثل Skype وVLC وLibreOffice بسهولة، سواء من خلال التثبيت المحلي أو الوصول السحابي.

## التسمية
تعود تسمية "بيبِرمينت" (Peppermint) (نعناع فلفلي) إلى توزيعة "لينكس مينت" (Linux Mint). في البداية، كان المطورون يهدفون إلى دمج إعدادات وأدوات من لينكس مينت مع بيئة سطح مكتب أقل استهلاكًا للموارد وأكثر تركيزًا على التكامل مع الويب. ومن هنا، جاء الاسم "بيبِرمينت" (نعناع فلفلي) كاختيار طبيعي، حيث يعكس فكرة أن هذه التوزيعة هي نسخة "أكثر حيوية" أو "spicier" من لينكس مينت.
بينما تشتهر توزيعة لينكس مينت ببيئة سطح المكتب "سينامون" (Cinnamon)، تعتمد بيبِرمينت على بيئة سطح مكتب هجينة تجمع بين مكونات من "سينامون" و "إكس إف سي إي" (XFCE)، مما يجعلها أخف بكثير.
1. ↑  وصلة مرجع: https://peppermintos.com/2019/05/peppermint-10-released/.. مسار الأرشيف: https://web.archive.org/web/20200728125628/https://peppermintos.com/2019/05/peppermint-10-released/. تاريخ الأرشيف: 28 يوليو 2020.
2. 1 2  وصلة مرجع: https://peppermintos.com/2022/02/peppermint-release-notes/.